# Curved Air
Curved Air és un grup de rock progressiu i rock simfònic britànic format en 1970 per músics procedents de mitjans artístics mixtes, incloent música clàssica, del folk i electrònica. El so resultant de la banda era una barreja de rock progressiu, folk rock i fusió amb elements clàssics. Juntament amb High Tide i East of Eden, Curved Air van ser una de les primeres bandes de rock després d'It's a Beautiful Day i the United States of America en utilitzar el violí. Curved Air va publicar vuit àlbums d'estudi, el primers tres dels quals van entrar a l'UK Top 20, i tenia un single amb "Back Street Luv" (1971) que arribà al número 4 de la UK Singles Chart.

## Membres actuals
- Sonja Kristina – veus (1970-1976, 1984, 1988, 1990, 2008-present)
- Florian Pilkington-Miksa – percussió (1970-1972, 1974, 1990, 2008-present)
- Kirby Gregory – guitarra (1972-1973, 2013–present)
- Chris Harris – baix (2008–present)
- Robert Norton – teclats (2009–present)
- Paul Sax – violí (2009–present)

## Discografia

### Estudi
| Any  | Títol            | Posició a les llistes | Posició a les llistes | Posició a les llistes | Posició a les llistes | Posició a les llistes | Comentaris |
| Any  | Títol            | UK                    | US                    | DE                    | CH                    | AT                    | Comentaris |
| ---- | ---------------- | --------------------- | --------------------- | --------------------- | --------------------- | --------------------- | --- |
| 1970 | Air Conditioning | 8                     | –                     | –                     | –                     | –                     | |
| 1971 | Second Album     | 11                    | –                     | –                     | –                     | –                     | |
| 1972 | Phantasmagoria   | 20                    | –                     | –                     | –                     | –                     | |
| 1973 | Air Cut          | –                     | –                     | –                     | –                     | –                     | |
| 1975 | Midnight Wire    | –                     | –                     | –                     | –                     | –                     | |
| 1976 | Airborne         | –                     | –                     | –                     | –                     | –                     | |
| 2014 | North Star       | –                     | –                     | –                     | –                     | –                     | Àlbum d'estudi amb 7 noves cançons. 3 reelaboracions de cançons de Curved Air, 1 reelaboració de Sonja Kristina i covers de cançons de The Police, Snow Patrol i Beatles. |

### Altres àlbums
| Any  | Títol                  | Posició a les llistes | Posició a les llistes | Posició a les llistes | Posició a les llistes | Posició a les llistes | Comentaris |
| Any  | Títol                  | UK                    | US                    | DE                    | CH                    | AT                    | Comentaris |
| ---- | ---------------------- | --------------------- | --------------------- | --------------------- | --------------------- | --------------------- | --- |
| 1975 | Curved Air – Live      | –                     | –                     | –                     | –                     | –                     | |
| 1976 | The Best of Curved Air | –                     | –                     | –                     | –                     | –                     | compilation |
| 1990 | Lovechild              | –                     | –                     | –                     | –                     | –                     | col·lecció de demos gravades en 1973, algunes d'elles per Curved Air                                                                                            |
| 1995 | Live at the BBC        | –                     | –                     | –                     | –                     | –                     | Sessions de 1970, 1971, i 1976 |
| 2000 | Alive, 1990            | –                     | –                     | –                     | –                     | –                     | Concert de reunió de 1990 |
| 2008 | Reborn                 | –                     | –                     | –                     | –                     | –                     | Noves gravacions de cançons dels primers cinc àlbums d'estudi i dues noves cançons especialment escrites per Darryl Way per a l'àlbum - The Fury i Coming Home. |
| 2010 | Retrospective          | –                     | –                     | –                     | –                     | –                     | Antologia 1970–2009 inclou tres cançons de MASK |
| 2012 | Live Atmosphere        | –                     | –                     | –                     | –                     | –                     | Àlbum en directe amb gravacions fetes durant la gira 2010/2011                                                                                                  |